# Côn trùng (thực phẩm)

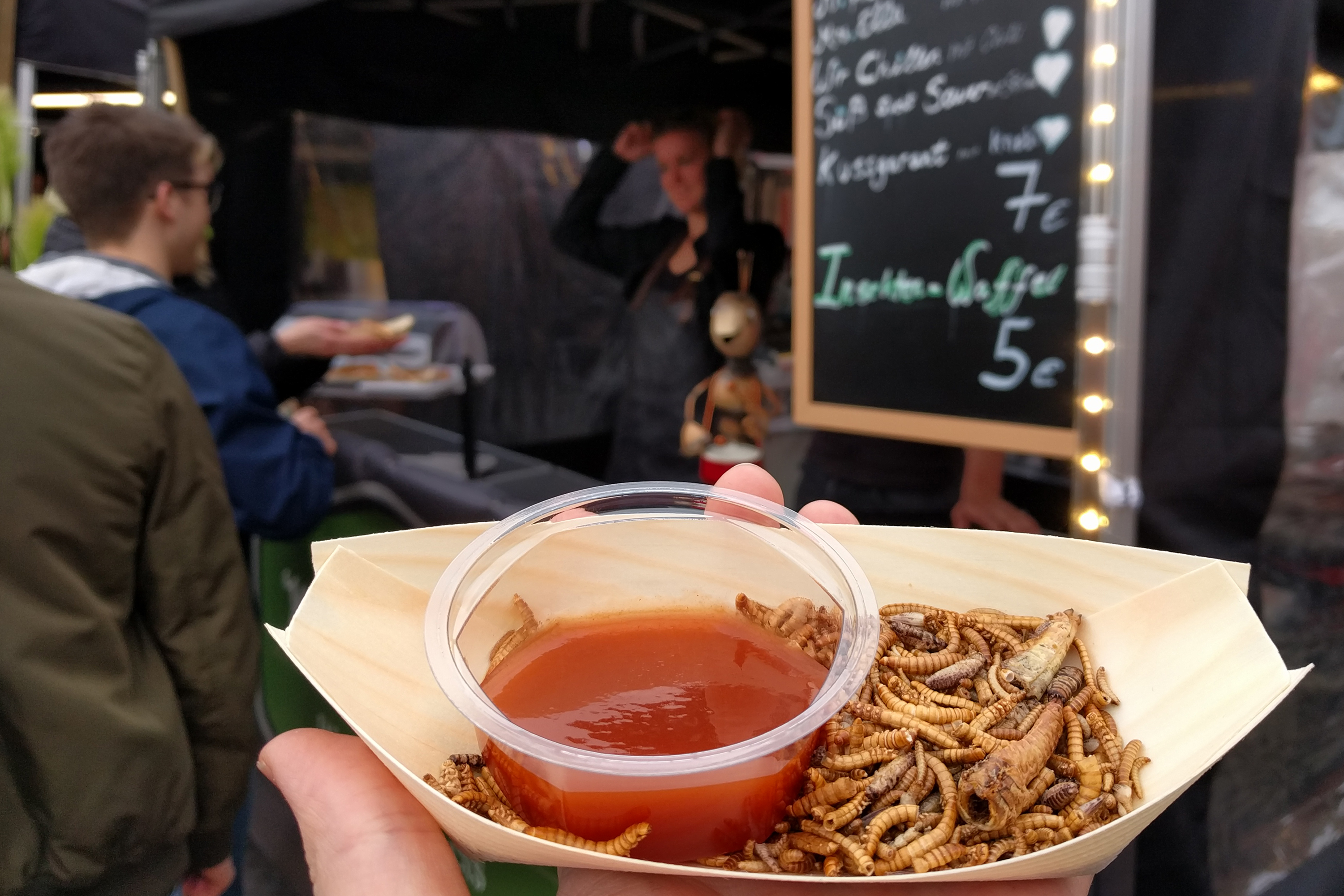
Thịt công trùng được phục vụ như thức ăn đường phố tại Đức

Thịt côn trùng hay côn trùng ăn được là những loại côn trùng được con người tiêu thụ như một loại thực phẩm và là thành phần của quy trình chế biến thực phẩm cho những món ăn khác như hamburger, mì ống hay thức ăn nhẹ. Văn hóa và quá trình sinh học của việc ăn côn trùng (con người cũng như động vật) được mô tả bằng khái niệm ăn côn trùng.

## Côn trùng ăn được

### Những loài côn trùng thường xuyên được tiêu thụ
Số lượng những loài côn trùng có thể ăn được ước tính từ 1,000 đến 2,0000 loài. Trong đó bao gồm 235 loài bướm, 344 loài bọ cánh cứng, 313 loài kiến, ong và tò vò, 239 loài châu chấu, dế và gián, 39 loài mối, 20 loài chuồn chuồn ngô và có cả ve sầu nữa. Tùy thuộc về môi trường, hệ sinh thái và khí hậu mà tùy khu vực có cách tiêu thụ từng loại côn trùng khác nhau.
Bảng dưới đây liệt kê năm đơn đặt hàng món ăn côn trùng được con người tiêu thụ nhiều nhất trên toàn thế giới, thông tin này được lấy từ cuốn sách Thịt côn trùng: Triển vọng tương lai cho thực phẩm và an ninh lương thực của Arnold van Huis, Joost Van Itterbeeck, Harmke Klunder, Esther Mertens, Afton Halloran, Giulia Muir và Paul Vantomme
| Đơn đặt hàng các loại côn trùng | Tên chung                          | Tỷ lệ tiêu thụ trên toàn thế giới theo dân số (%) |
| ------------------------------- | ---------------------------------- | ------------------------------------------------- |
| Coleoptera                      | Bọ cánh cứng                       | 31                                                |
| Lepidoptera                     | Bướm ngày, bướm đêm                | 18                                                |
| Hymenoptera                     | Ong, kiến                          | 14                                                |
| Orthoptera                      | Châu chấu, dế mèn                  | 13                                                |
| Hemiptera                       | Cicadas, leafhoppers, planthoppers | 10                                                |